# Shani Wallis
Shani Walli, née le 14 avril 1933 à Tottenham, est une actrice anglaise.

## Filmographie
- 1957 : Un roi à New York : une chanteuse dans une boîte de nuit
- 1968 : Oliver ! : Nancy
- 1973 : Arnold : Jocelyn
- 1973 : Terror in the Wax Museum : Laurie Mell
- 1986 : Basil, détective privé : Lady Mouse